# 埃伯斯贝格
埃伯斯贝格（德語：Ebersberg，發音：[ˈeːbɐsˌbɛʁk] ⓘ）是德国巴伐利亚州上巴伐利亚行政区埃伯斯贝格县的城市，也是埃伯斯贝格县的县治，面积40.84平方千米，2023年12月31日人口为12,527人。